# Агасиєв Кирило Яшар огли
Агаси́єв Кири́ло Яша́р огли́ (нар. 20 травня 1993, м. Харків, Україна) — український військовослужбовець, старший лейтенант Збройних Сил України, командир штурмової роти 92-ї окремої механізованої бригади ЗСУ, учасник російсько-української війни, який відзначився під час відбиття російського вторгнення в Україну. Герой України (2022).

## Життєпис
Кирило Агасиєв має азербайджанське походження.
Закінчив Харківський національний університет будівництва й архітектури, здобувши ступінь бакалавра 2014 року, ступінь магістра — 2016-го.
Паралельно пройшов навчання за програмою підготовки офіцерів запасу у Академії внутрішніх військ МВС України (2014).
У ході російського вторгнення в Україну 2022 року група старшого лейтенанта Кирила Агасиєва під час розвідки місцевості біля с. Мала Рогань на Харківщині виявила та знищила техніку й особовий склад противника. Завдяки цьому були викриті позиції ворога, що дало змогу знищити їх артилерійським вогнем.
17 травня 2022 року у щоденному зверненні Президент України Володимир Зеленський повідомив про присвоєння Кирилу Яшару огли Агасиєву звання Героя України.
12 квітня 2023 року Кирило Агасиєв став автором електронної петиції до Президента України № 22/189292-еп, яку підтримали понад 25 тисяч громадян і у відповідь на яку Президент України видав Указ про присвоєння звання Герой України однополчанину Кирила, молодшому сержанту Івану Щоголеву.
19 січня 2024 року під час церемонії у Маріїнському палаці Президент України Володимир Зеленський вручив 30 сертифікатів на отримання квартир військовослужбовцям Сил оборони, яким присвоєно звання Героя України, та родинам полеглих Героїв; один із сертифікатів було вручено старшому лейтенанту Кирилові Агасиєву. 

## Нагороди
- Звання Герой України з врученням ордена «Золота Зірка» (16 травня 2022) — за особисту мужність і героїзм, виявлені у захисті державного суверенітету та територіальної цілісності України[6][2]
- Орден Богдана Хмельницького III ст. (14 березня 2022) — за особисту мужність під час виконання бойових завдань, самовіддані дії, виявлені у захисті державного суверенітету та територіальної цілісності України, вірність військовій присязі[7]